# 花冠尖鼻魨
花冠尖鼻魨為輻鰭魚綱魨形目四齒魨亞目四齒魨科的其中一種，為熱帶海水魚，分布於印度西太平洋區，棲息深度6-165公尺，體長可達11公分，棲息在底層水域，以腹足動物、海綿、藻類、二枚貝、多毛類、螃蟹、海膽、海星，生活習性不明，可做為觀賞魚。